# Changning (Yibin)
28°35′N 104°55′Ø / 28.583°N 104.917°Ø
Changning (kinesisk: 长宁县; pinyin:  Chángníng Xiàn) er et byområde i provinsen Sichuan i Folkerepublikken Kina. Det ligger i bypræfekturet Yibin.
Befolkningen var på 421.357 indbyggere i 1999.